# 11-es busz (Salgótarján)
A salgótarjáni 11-es busz a Helyi Autóbusz-állomás és Somoskőújfalu, országhatár között. A járat kapcsolatot biztosít Salgótarján és a város korábbi városrésze Somoskőújfalu község között. Menetideje 25 perc, hossza 10 kilométer. A járat csúcsidőben segít be Somoskőújfalu kiszolgálásába a 11B busz mellett. Pár kora reggeli és késő délutáni járat kivételével az összes csuklós autóbusszal kerül kiszolgálásra, míg az előbbieket szóló autóbusz látja el.
Hétvégén a 11-es busz nem közlekedik.